# Ломня (річка)
Ломня — річка в Росії, у Курчатовському районі Курської області. Права притока Сейму (басейн Дніпра).

## Опис
Довжина річки приблизно 11,2 км.

## Розташування
Бере початок у селі Вернє Сосково. Тече переважно на південний схід через Нижнє Сосково (колишнє село Соснова Ломня), Сорокина і впадає у річку Сейм, ліву притоку Десни. У верхній частині річка пересихає.
Населені пункти вздовж берегової смуги: Фаустово, Березуцьке, Плаксино.